# Robert Campbell
Robert J Campbell, detto Bobby (Liverpool, 23 aprile 1937 – Liverpool, 6 novembre 2015), è stato un calciatore e allenatore di calcio inglese, di ruolo difensore.

## Carriera

### Giocatore
Dopo aver giocato nel Liverpool, ha vestito le maglie di Portsmouth e Aldershot, per poi ritirarsi nel 1967 a causa di un gravissimo infortunio.

### Allenatore
Nel 1973 divenne il vice di Bertie Mee sulla panchina dell'Arsenal. Dopo avere appreso da lui quanto poteva, decise di lavorare da solo, e nel 1976 venne così ingaggiato dal Fulham. Dopo alcuni anni mediocri e un avvio di stagione non brillante, all'inizio del campionato 1980-1981 venne esonerato. Due stagioni più tardi passò al Portsmouth, guidandolo alla conquista della Third Division 1982-1983.
Dopo un'esperienza in Kuwait, divenne l'assistente di John Hollins al Chelsea, e, dopo l'esonero del suo superiore, condusse lui la squadra per le restanti 8 partite, senza però impedire di retrocedere in Second Division. L'anno successivo, vinse il campionato cadetto con ben 99 punti, e la stagione successiva si piazzò quinto in First Division. Nel 1991, dopo un brutto undicesimo posto, si dimise dall'incarico ed entrò nella dirigenza dei Blues al fianco del presidente Ken Bates.
Dal 1993 al 1995 ebbe un'altra esperienza in Arabia Saudita, per poi ritirarsi definitivamente dal mondo del calcio.

## Palmarès

### Giocatore

#### Competizioni nazionali
- Third Division: 1

Portsmouth: 1961-1962

### Allenatore

#### Competizioni nazionali
- Third Division: 1

Portsmouth: 1982-1983
- Second Division: 1

Chelsea: 1988-1989